# Gab
Gab – amerykański portal społecznościowy.
Wersja beta serwisu została uruchomiona w 2016 roku, a publiczna wersja serwisu wystartowała w maju 2017 roku.
Portal określa się jako sieć „broniąca wolności słowa, wolności jednostki i swobodnego przepływu informacji w sieci”.
W ciągu miesiąca witryna odnotowuje ponad 3 mln wizyt. W rankingu Alexa była notowana globalnie na miejscu: 7574 (listopad 2020), w Stanach Zjednoczonych: 1884 (listopad 2020).

## Krytyka
Serwis został opisany przez szereg źródeł medialnych (m.in. „Quartz”, „The New York Times”, „The Guardian”, „Wired”) jako skupiający przedstawicieli ruchu alt-right bądź far-right. Jego baza użytkowników określana jest przez te źródła jako ekstremistyczna. Portal przyciąga użytkowników i grupy, które zostały wyrzucone z innych sieci społecznościowych, w tym neonazistów, białych suprematystów i miłośników teorii spiskowych. Gab wraz z Parlerem był też łączony z radykalizacją prowadzącą do przejawów agresji w świecie rzeczywistym (np. strzelanina w synagodze w Pittsburgu). 